# Коадаптація
Коадаптація (від лат. со — спільно і адаптація):
1. гармонійні епістатичні взаємодії генів, зібраних разом природним відбором,
2. функціональна спеціалізація різних органів, набута в процесі коеволюції, яка забезпечує організму в цілому можливість жити, пристосовуватися і реагувати адекватно на зовнішні і внутрішні подразники,
3. взаємне (поєднане) пристосування видів один до одного в ході сполученої еволюції, спрямоване до взаємної вигоди, що підсилює міжвидові корисні зв'язки в біоценозі. Класичним прикладом коадаптації служить сполучена еволюція квіткових рослин і багатьох комах, гризунів і рослин тощо.

Наявність коадаптації може вказувати на коеволюцію.